# Marie Durnová
Marie Durnová (24. července 1943 Brno – 15. května 2022 Praha) byla česká divadelní, filmová a televizní herečka, známá též pod vyvdaným jménem Marie Durnová-Hynková.

## Život
Narodila se 24. července 1943 v Brně do neherecké rodiny, od svých 11 let chodila do dramatického souboru v Pionýrském domě v Lužánkách, vedeného hercem Eduardem Muroněm. V dramatickém kroužku se setkala také s mimem Ctiborem Turbou. V roce 1960 se přihlásila ke studiu na Janáčkově akademii múzických umění (JAMU), nebyla však přijata. Hned po maturitě v 17 letech tak nastoupila jako elévka (a příležitostná rekvizitářka, osvětlovačka a garderobiérka) do Divadla Jiřího Wolkera v Praze, kde setrvala dvě divadelní sezóny. Po této pražské štaci se opět vrátila do Brna, tentokrát však nabídku studia na JAMU odmítla a začala působit v Divadle bratří Mrštíků (1962–1965). Hrála zde např. Terezku v Lesní panně Josefa Kajetána Tyla či Candidu v komediálním Vějíři Carla Goldoniho.
V roce 1963 se v Brně poprvé provdala, a to za Jiřího Štědroně, do manželství se narodil syn. Z Brna oba manželé odešli do libereckého Divadla F. X. Šaldy (1966–1971), odkud mimo jiné zaskakovala v roli Iriny v inscenaci Otomara Krejči Tři sestry v pražském Divadle za branou. Počátkem 70. let ji Jan Schmidt přijal do (původně libereckého a následně pražského) Studia Ypsilon, kde setrvala téměř dvě desetiletí (1972–1990). Hrála např. v inscenacích Kovář Stelzig (role: Anna Marie, r. Jan Schmid), Mam’zelle Nitouche (r. Jan Kačer), Třináct vůní (role: Julinka, r. Evald Schorm) či Makbeth (role: Čarodějnice).
Po sametové revoluci odešla na počátku 90. let do Činoherního studia v Ústí nad Labem (1991–1994). Zde účinkovala např. s Milošem Kopečným ve Franku V. Friedricha Dürrenmatta (r. Milan Schejbal) či po boku Vladimíra Dlouhého jako Lady Macbeth v Macbethovi Williama Shakespeara (r. Viktor Polesný). Právě Milan Schejbal ji později angažoval do pražského Divadla ABC. Již jako 52letá se Durnová vrátila ke studiu a v roce 2000 absolvovala obor autorského herectví pod vedením Ivana Vyskočila na katedře autorské tvorby a pedagogiky Divadelní fakulty Akademie múzických umění (DAMU) v Praze. V letech 2000–2003 působila v Městském divadle Mladá Boleslav, kde ztvárnila celkem deset rolí.
V roce 2006 se vrátila do svého rodiště, do Mahenovy činohry Národního divadla Brno. Její první úlohou zde byla titulní postava hry Matka kuráž a její děti Bertolta Brechta (r. Jan Kačer) a následovalo dalších téměř 50 rolí, mimo jiné Babička v Lucerně Aloise Jiráska (r. Štěpán Pácl), Babi Emílie v Leopoldstadtu Toma Stopparda (r. Radovan Lipus) či Magdalena v monodramatu Stěhování duší Josefa Topola (r. Štěpán Pácl). Hostovala i v brněnském Divadle U stolu a Divadle Radost, alternovala v Haroldovi a Maude Colina Higginse (r. Igor Stránský) ve Slováckém divadle v Uherském Hradišti či v dramatizaci Žítkovských bohyní (r. Dodo Gombár) v Městském divadle Zlín. Za celý život odehrála více než 170 divadelních rolí a své umění uplatnila také v rozhlasových úlohách.

### Film a televize
Svoji filmovou kariéru zahájila počátkem 60. let dívčími rolemi ve snímcích Život bez kytary (1962, r. Jiří Hanibal) či Zelené obzory (1962, r. Ivo Novák) a následně se příležitostně objevovala ve vedlejších postavách pedagogických pracovnic (80. léta, např. Sedm hladových, 1988, r. Karel Smyczek) či matek (90. léta, např. Početí mého mladšího bratra, 1999, r. Vladimír Drha), zdravotní sestru si zahrála ve snímku Skalpel, prosím (1985, r. Jiří Svoboda). Účinkovala také v televizních filmech a inscenacích, jako byly např. Příběh se starou lenoškou (1972, r. Zdeněk Kubeček), Bumerang (1985, r. Karel Smyczek) nebo Naděje má hluboké dno (1989, r. Jaromil Jireš). Vedlejší či epizodní role dostávala také v televizních seriálech, mimo jiné Rodáci (1988), Bylo nás pět (1994), Místo nahoře (2004), později třeba Vyprávěj (2011), Bohéma (2017) nebo Modrý kód (2020). Patrně její poslední příležitostí před kamerou se stala celovečerní pohádka Největší dar (2022).

### Osobní život
Marie Durnová byla dvakrát provdaná, poprvé s Jiřím Štědroněm, podruhé s kameramanem Kristiánem Hynkem. V době svých 70. narozenin měla dva syny a jednoho vnuka. Jedním ze synů byl Kristián Hynek, cyklista a biker, mistr Evropy.
Zemřela nad ránem 15. května 2022 ve věku 78 let. Poslední rozloučení se uskutečnilo 23. května v Praze.